# 雁ノ巣駅
雁ノ巣駅（がんのすえき）は、福岡県福岡市東区雁の巣二丁目にある、九州旅客鉄道（JR九州）香椎線の駅である。駅番号はJD03。

## 歴史
- 1904年（明治37年）1月1日：博多湾鉄道（1920年、博多湾鉄道汽船に改称）の奈多駅（なたえき）として開設[2]。
- 1942年（昭和17年）9月19日：博多湾鉄道汽船が西日本鉄道に合併。同社糟屋線の駅となる。
- 1944年（昭和19年）5月1日：戦時買収により国有化[2]。国鉄香椎線の駅となる。同時に雁ノ巣駅（がんのすえき）に改称[2]。
- 1961年（昭和36年）12月21日：貨物取扱廃止[2]。
- 1974年（昭和49年）3月5日：荷物扱い廃止[2]、出改札要員無人化[3]、乗車券発売簡易委託化。
- 1986年（昭和61年）11月1日：電子閉塞化により運転要員無人化。
- 1987年（昭和62年）4月1日：国鉄分割民営化に伴い、九州旅客鉄道（JR九州）の駅となる[2]。
- 2009年（平成21年）3月1日：ICカード「SUGOCA」の利用が可能となる[4]。
- 2015年（平成27年）3月14日：駅遠隔案内システム（Smart Support Station）「ANSWER」を導入[5]。

## 駅構造
相対式ホーム2面2線を有する地上駅。上下線ホームは海ノ中道駅側の構内踏切で結ばれている。駅の直近に踏切が無く構内に改札も無いため、近隣住民がホームの一部と構内踏切を通り道として利用する。
無人駅だが時折下りホームにて派遣された駅員が特別改札することがある。上りホームには近距離きっぷ自動券売機、下りホームには乗車駅証明書発行機が設置されている。SUGOCAの利用が可能であるが、カード販売とチャージ取扱は行わない。

### のりば
| のりば | 路線   | 方向 | 行先           |
| ------ | ------ | ---- | -------------- |
| 1      | 香椎線 | 上り | 西戸崎方面     |
| 2      | 香椎線 | 下り | 香椎・宇美方面 |

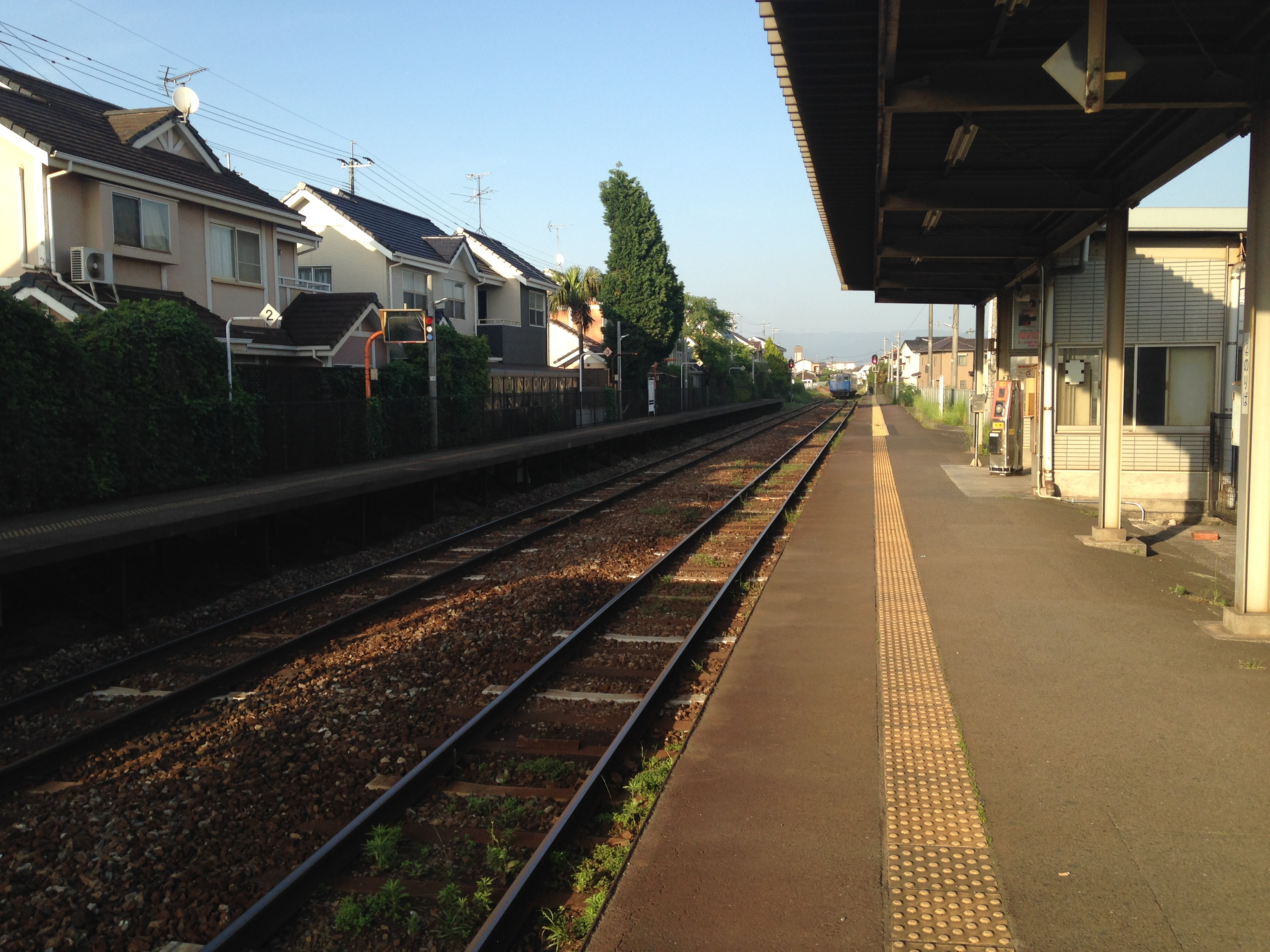
ホーム（2015年5月）
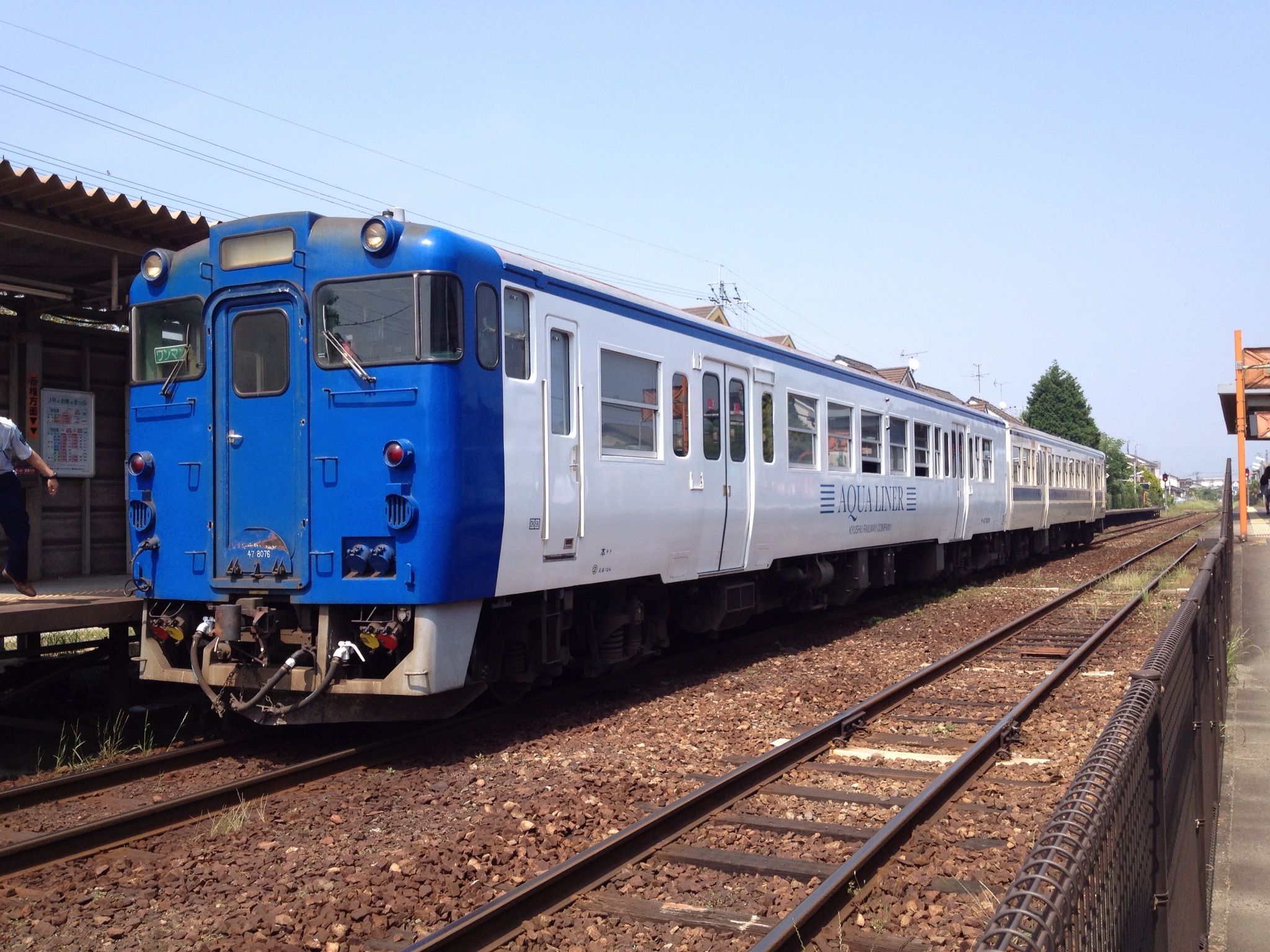
宇美発・当駅止まりのアクアライナー

## 利用状況
2020年（令和2年）度の1日平均乗車人員は313人であり、JR九州の駅としては第271位である。
近年の1日平均乗車人員は以下の通り。
| 年度               | 1日平均 乗車人員 |
| ------------------ | ---------------- |
| 2016年（平成28年） | 377              |
| 2017年（平成29年） | 388              |
| 2018年（平成30年） | 392              |
| 2019年（令和元年） | 401              |
| 2020年（令和02年） | 313              |

## 駅周辺
- 雁の巣レクリエーションセンター（雁の巣球場、アビスパ福岡練習場等）
- 福岡地区水道企業団海の中道奈多海水淡水化センター（まみずピア）
- 国土交通省航空局 福岡航空交通管制部・航空交通管理センター（ATMC）
- 福岡空港奈多地区（奈多ヘリポート）

周辺の地名、最寄りバス停、施設名表記は全て「雁の巣」であり、JR駅のみ「雁ノ巣」である（隣の海ノ中道駅も同様）。

## 隣の駅
九州旅客鉄道（JR九州）
 香椎線
海ノ中道駅（JD02） - （中道信号場） - 雁ノ巣駅（JD03） - 奈多駅（JD04）